# 安东青创基地
安东青创基地位於臺灣桃園市桃園區，由桃園市政府青年事務局在桃園區安東街建置，啟用於2017年11月14日，為「亞洲·矽谷計畫」的一部分。為台灣唯一發展AR/VR/MR科技為主軸的新創基地。